# Municipio Neutro
Municipio Neutro (en portugués: Município Neutro) fue una unidad administrativa creada en el Imperio del Brasil, que existió en el territorio correspondiente a la actual ubicación del municipio de Río de Janeiro entre 12 de agosto de 1834 (cuando fue proclamado el Acta Adicional a la Constitución de 1824) y 15 de noviembre de 1889, cuando fue proclamada la República en Brasil. Pero solo dejó de existir oficialmente con la promulgación de la Constitución de 1891. Por la constitución republicana, esta unidad administrativa se convirtió en el Distrito Federal, en 1891, cuya situación política cambió nuevamente cuando se convirtió en el estado de la Guanabara, en 1960 y, posteriormente, con la fusión de este con el estado de Río de Janeiro, en 1975.